# Bretenières
Bretenières település Franciaországban, Jura megyében. Lakosainak száma 44 fő (2022. január 1.). Bretenières Séligney, Biefmorin, Tassenières és Villers-les-Bois községekkel határos.

## Népesség
A település népességének változása:
| Lakosok száma | 50   | 27   | 28   | 35   | 40   | 39   | 40   | 43   | 43   | 44   |
|               | 1968 | 1982 | 1990 | 2006 | 2013 | 2015 | 2017 | 2019 | 2020 | 2022 |